# 奧瓦
奧瓦（英語：Ova）是位於美國肯塔基州馬戈芬縣的一個非建制地區。

## 地理
奧瓦所處的海拔為高於海平面268米（即879英呎），而該地所採用的時區為UTC-5，即北美東部時區（EST）。同時該地設有夏令時間，為UTC-5調快一小時，即UTC-4（EDT）。